# Società Sportiva Sparta 1942-1943
Questa voce raccoglie le informazioni riguardanti la Società Sportiva Sparta nelle competizioni ufficiali della stagione 1942-1943.

## Rosa
| N. |                   | Ruolo | Calciatore          |
| -- | ----------------- | ----- | ------------------- |
|    | Italia (bandiera) | A     | A. Angelini         |
|    | Italia (bandiera) | D     | Gaudenzio Balossini |
|    | Italia (bandiera) | A     | G. Bignoli          |
|    | Italia (bandiera) | C     | B. Bosi             |
|    | Italia (bandiera) | A     | L. Bosetti          |
|    | Italia (bandiera) | C     | Mario Brustia       |
|    | Italia (bandiera) | C     | Aldo Buratti        |
|    | Italia (bandiera) | C     | G. Caccia           |
|    | Italia (bandiera) | A     | Emidio Cavigioli    |

| N. |                   | Ruolo | Calciatore       |
| -- | ----------------- | ----- | ---------------- |
|    | Italia (bandiera) | P     | Vando Fasola     |
|    | Italia (bandiera) | C     | M. Hofer         |
|    | Italia (bandiera) | A     | A. Lorioni       |
|    | Italia (bandiera) | P     | Attilio Miglio   |
|    | Italia (bandiera) | D     | Enrico Patti     |
|    | Italia (bandiera) | C     | I. Rossi         |
|    | Italia (bandiera) | A     | N. Ruspa         |
|    | Italia (bandiera) | A     | Bruno Sigismondi |
|    | Italia (bandiera) | C     | E. Tacchini      |